# Zero (Spiel-Engine)
Die Zero-Engine ist eine Spiel-Engine, die von dem amerikanischen Spieleentwickler Pandemic Studios entwickelt wurde und vor allem in Ego-Shootern, aber auch in Echtzeitstrategiespielen verwendet wurde. Ihren ersten Einsatz fand sie im Spiel Battlezone II: Combat Commander, welches 1999 veröffentlicht wurde. Danach wurde sie in weiteren Pandemic-Titeln verwendet, zu deren bekannteren Dark Reign 2 und die ersten beiden Spiele der Battlefront-Reihe zählen.
Battlezone II und Dark Reign 2 beinhalteten einen Editor, der von Spielern über die spielinternen Konsolen aufgerufen werden konnte. Für Star Wars: The Clone Wars, ein 2002 erschienenes Actionspiel wurde die Engine derart modifiziert, dass sie auch das Spielen aus der Third-Person-Perspektive unterstützt. Für die Battlefront-Serie, deren erster Teil 2004 erschien, wurde die Engine erneut überarbeitet, um mit der Hardware-Entwicklung Schritt zu halten. Dabei wurde auch der Zero-Editor, mit dem Karten und Modifikationen erstellt werden konnten, als separates Programm ausgegliedert, welches nach der Veröffentlichung von Battlefront zum Download für Spieler angeboten wurde.
Der letzte Titel, der mithilfe der Zero-Engine entwickelt wurde, war Der Herr der Ringe: Die Eroberung, welches im Jahr 2009 erschien. Im selben Jahr wurde Pandemic aufgelöst, sodass die Weiterentwicklung von Zero eingestellt wurde.
Eine Engine mit identischem Namen wurde vom DigiPen Institute of Technology auf Basis der Sprache C++ entwickelt, diese steht allerdings in keinem Zusammenhang mit der Engine von Pandemic.